# 西簧乡
西簧乡，是中华人民共和国河南省南阳市淅川县下辖的一个乡镇级行政单位。

## 行政区划
西簧乡下辖以下地区：
关帝庙村、卧龙岗村、柳树村、落阳村、桃花村、柳林村、白庄村、崖屋村、新建村、穆家沟村、带河村、李湾村、张南沟村、河北营村、大石河村、前湾村、谢湾村、代兴沟村、流西河村、七棵树村、黑马庄村、樟花沟村、解元沟村、毛家庄村和下梅池村。